# إدوارد هرتزن

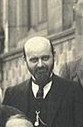
إدوارد هيرتزن

إدوارد هيرتزن (بالفرنسية: Édouard Herzen)‏ (ولد في عام 1877 في فلورنسا، إيطاليا- توفي سنة 1936 ). كيميائي بلجيكي. شريك الصناعي البلجيكي إرنست سولفاي، شارك في 7 مؤتمرات سولفاي ولعب دورا قياديا في تطوير الفيزياء والكيمياء في القرن العشرين.

## سيرة
هو الابن الأصغر للكاتب الروسي ألكسندر هيرزن. في عام 1902، نشر أطروحته حول التوترات السطحية.
في عام 1921، أصبح مديرًا لشعبة العلوم الفيزيائية والكيميائية في معهد الدراسات المتقدمة.
بعد وفاة إرنست سولفاي في عام 1922، أقام إدوارد هيرزن، لغرض خيري، عددًا من المؤتمرات لعرض فيلم عن نظرية النسبية لأينشتاين. شهدت هذه المؤتمرات ناجحًا رائعًا، وحضر ألبير الأول ملك بلجيكا واحدة من هذه الدورات، التي نظمتها نقابة المهندسين خريجي جامعة بروكسل الحرة.
في عام 1924، نشر بالتعاون مع الفيزيائي هندريك أنتون لورنتس، مذكرة إلى الأكاديمية الفرنسية للعلوم في باريس بعنوان «تقارير الطاقة والكتلة حسب إرنست سولفاي». وفي العام نفسه، كتب كتاب دو شعبية حول نسبية آينشتاين، نشرته مكتبة الإصدارات الجديدة في لوزان.
شارك إدوارد هرتزن في مؤتمر سولفاي الخامس للفيزياء سنة 1927.
| المشاركون في مؤتمر سولفاي الخامس للفيزياء سنة 1927 انقر على وجه كل عالم للمزيد |
| الصف الخلفي (من اليسار إلى اليمين): أوغوست بيكارد، إيميل هنريوت، بول إهرنفست، إدوارد هرتزن، تيوفيل دو دوندر، إروين شرودنغر، يولس-إيميل فيرشافت، فولفغانغ باولي، فيرنر هايزنبيرغ، رالف فاولر، ليون برويون. |
| الصف في الوسط (من اليسار إلى اليمين):بيتر ديباي، مارتن كنودسن، وليم لورنس براغ، هندريك أنتوني كرامرز، بول ديراك، آرثر كومبتون، لويس دي بروي، ماكس بورن، نيلز بور.                                         |
| الصف الأمامي (من اليسار إلى اليمين):إرفينغ لانغموير، ماكس بلانك، ماري كوري، هندريك أنتون لورنتس، ألبرت أينشتاين، بول لانجفان، تشارلز أوجين غاي، تشارلز ويلسون، أوين ريتشاردسون.                           |